# Notomastus giganteus
Notomastus giganteus är en ringmaskart som beskrevs av John Percy Moore 1906. Notomastus giganteus ingår i släktet Notomastus och familjen Capitellidae. Inga underarter finns listade i Catalogue of Life.